# Puchar Świata w skokach narciarskich w Trondheim
Puchar Świata w skokach narciarskich w Trondheim – zawody w skokach narciarskich, przeprowadzane w ramach Pucharu Świata w skokach narciarskich od sezonu 1990/1991. Areną zmagań są skocznie Granåsen w Trondheim. 
Dotąd rozegrano 28 konkursów (27 na skoczni dużej i jeden na skoczni normalnej). Trzy z nich wygrali gospodarze. Trzykrotnie wygrywali Polacy - Adam Małysz w 2001 i Kamil Stoch w 2013 i 2018.

## Historia
Po raz pierwszy w Trondheim Puchar Świata w skokach narciarskich został rozegrany w sezonie 1990/1991. Premierowy konkurs zakończył się zwycięstwem austriackiego zawodnika - Heinza Kuttina. Skoczek powtórzył swój sukces również w następnym roku, w którym rozegrano na Granåsen dwa konkursy. Drugim triumfatorem został świeżo upieczony mistrz olimpijski, fin Toni Nieminen. Następny konkurs rozegrano w sezonie 1995/1996. Drużynową rywalizację wygrali Finowie. Konkurs indywidualny z powodu złych warunków atmosferycznych został odwołany. 
W marcu 1998 nad Trondheimsfjorden zawitał Turniej Nordycki. Pierwszą taką rywalizację na Granåsen wygrał Masahiko Harada z Japonii. Wyczyn ten powtórzył rok później jego rodak - Noriaki Kasai, który zwyciężył w całym cyklu skandynawskiego turnieju. Podobnie jak Sven Hannawald w 2000, który triumfował i w Trondheim, i w łącznej klasyfikacji Turnieju Nordyckiego. 
9 marca 2001 roku zwycięstwo na Granåsen odniósł Polak - Adam Małysz, ustanawiając nowy rekord obiektu - 138,5 m (wygrał też cały Turniej Nordycki). Po raz ostatni Turniej Nordycki rozegrano w Trondheim w sezonie 2001/2002. Zwycięzcą (również turnieju) został fiński skoczek Matti Hautamäki. 
W sezonie 2002/2003 zawody Pucharu Świata w Trondheim przeniesiono z marca na grudzień. Triumfował w nich Martin Höllwarth z Austrii i Norweg Sigurd Pettersen, dla którego to było pierwsze zwycięstwo w Pucharze Świata. Rok później ponownie triumfował zawodnik gospodarzy - Roar Ljøkelsøy. Drugi konkurs, z powodu zbyt silnie wiejącego wiatru, został odwołany. 
W sezonie 2004/2005 oba konkury zakończyły się zwycięstwem Janne Ahonena. W sezonie 2005/2006 i 2006/2007 zawody, z powodu braku śniegu na Granåsen, przeniesiono do Lillehammer. Następne konkursy rozegrano dopiero w grudniu 2007. Sobotnie i niedzielne zmagania zakończyły się triumfem Thomasa Morgensterna. 
W sezonie 2008/2009 w zawodach, już na przebudowanej skoczni, triumfowali Gregor Schlierenzauer i Simon Ammann.
W sezonie 2009/2010 konkursy zaplanowane na 5 i 6 grudnia 2009, z powodu problemów technicznych ze skocznią, zostały przeniesione do Lillehammer. 
Od sezonu 2011/2012 zawody PŚ na Granåsen ponownie są rozgrywane w marcu. 8 marca 2012 konkurs zakończył się zwycięstwem Daiki Itō, który w drugiej serii ustanowił nowy rekord skoczni - 141 metrów. 
15 marca 2013 roku zawody wygrał Kamil Stoch. Zwycięstwo zapewnił sobie skokami na odległość 131 i 140 m. Zdobyte punkty pozwoliły Polakowi awansować na trzecie miejsce w klasyfikacji generalnej Pucharu Świata. Na drugim miejscu uplasował się Richard Freitag, a na najniższym stopniu podium stanął triumfator z 2012 roku - Daiki Itō. W konkursie rozegranym 7 marca 2014 roku zwyciężył Anders Bardal. 
12 marca 2015 miały miejsce kolejne zawody w Trondheim. Zawody wygrał Niemiec Severin Freund przed Peterem Prevcem i Rune Veltą. W ostatnim konkursie PŚ, który zaplanowano na 10 lutego 2016 roku wygrał Prevc, stając się pierwszym Słoweńcem, który stanął na najwyższym stopniu podium na Granåsen, a pozostałe jego miejsca zajęli Stefan Kraft i Noriaki Kasai, który w drugiej serii wyrównał oficjalny rekord obiektu należący do Austriaka.
15 marca 2018 odbyły się kolejne zawody w Trondheim zaliczane do cyklu Raw Air. W trakcie konkursu dwukrotnie poprawiano rekord skoczni - najpierw Robert Johansson skoczył 145,5 m, a kilka minut po nim Kamil Stoch (zwycięzca tego konkursu i całego cyklu) poleciał o pół metra dalej - 146 metrów.
W sezonach 2019/2020 i 2020/2021 zawody w Trondheim nie odbyły się z powodu pandemii COVID-19. W kolejnych sezonach miejscowość zniknęła z kalendarza PŚ ze względu na wyburzenie dotychczas istniejących obiektów i budowę na ich miejscu nowych skoczni.
W sezonie 2023/2024 odbyły się premierowe zawody na nowym kompleksie Granåsen. Po raz pierwszy w historii PŚ rywalizowano w Trondheim na skoczni normalnej, na której 12 marca 2024 najlepszy okazał się Ryōyū Kobayashi. Dzień później rozegrano konkurs na dużym obiekcie, który zakończył się zwycięstwem Stefana Krafta.

## Podium poszczególnych konkursów PŚ w Trondheim

### Mężczyźni
| Lp  | Data           | Skocznia | K/HS  | Uwagi     | 1. miejsce                                                                             | 2. miejsce                                                                        | 3. miejsce                                                                         |
| --- | -------------- | -------- | ----- | --------- | -------------------------------------------------------------------------------------- | --------------------------------------------------------------------------------- | ---------------------------------------------------------------------------------- |
| 1.  | 13 marca 1991  | Granåsen | K120  | —         | Heinz Kuttin                                                                           | Mikael Martinsson                                                                 | Øyvind Berg                                                                        |
| 2.  | 8 marca 1992   | Granåsen | K120  | [ b ]     | Heinz Kuttin                                                                           | Ernst Vettori                                                                     | Toni Nieminen                                                                      |
| 3.  | 10 marca 1992  | Granåsen | K120  | —         | Toni Nieminen                                                                          | Ernst Vettori                                                                     | Ari-Pekka Nikkola                                                                  |
| 4.  | 23 lutego 1996 | Granåsen | K120  | druż.     | Finlandia 1. Ari-Pekka Nikkola · 2. Jani Soininen · 3. Janne Ahonen · 4. Mika Laitinen | Japonia 1. Takanobu Okabe · 2. Jun Shibuya · 3. Masahiko Harada · 4. Hiroya Saitō | Niemcy 1. Gerd Siegmund · 2. Christof Duffner · 3. Dieter Thoma · 4. Jens Weißflog |
| 5.  | 24 lutego 1996 | Granåsen | K120  | [ c ]     | odwołany                                                                               | odwołany                                                                          | odwołany                                                                           |
| 5.  | 13 marca 1998  | Granåsen | K120  | TN, nocny | Masahiko Harada                                                                        | Noriaki Kasai                                                                     | Roberto Cecon                                                                      |
| 6.  | 9 marca 1999   | Granåsen | K120  | TN, nocny | Noriaki Kasai                                                                          | Stefan Horngacher                                                                 | Masahiko Harada                                                                    |
| 7.  | 10 marca 2000  | Granåsen | K120  | TN, nocny | Sven Hannawald                                                                         | Ville Kantee                                                                      | Janne Ahonen                                                                       |
| 8.  | 9 marca 2001   | Granåsen | K120  | TN, nocny | Adam Małysz                                                                            | Andreas Goldberger                                                                | Igor Medved                                                                        |
| 9.  | 15 marca 2002  | Granåsen | K120  | TN, nocny | Matti Hautamäki                                                                        | Adam Małysz                                                                       | Sven Hannawald                                                                     |
| 10. | 7 grudnia 2002 | Granåsen | K120  | nocny     | Martin Höllwarth                                                                       | Sigurd Pettersen                                                                  | Michael Uhrmann                                                                    |
| 11. | 8 grudnia 2002 | Granåsen | K120  | —         | Sigurd Pettersen                                                                       | Michael Uhrmann                                                                   | Martin Höllwarth                                                                   |
| 12. | 6 grudnia 2003 | Granåsen | K120  | nocny     | Roar Ljøkelsøy                                                                         | Janne Ahonen                                                                      | Maximilian Mechler                                                                 |
| 13. | 7 grudnia 2003 | Granåsen | K120  | [ c ]     | odwołany                                                                               | odwołany                                                                          | odwołany                                                                           |
| 13. | 4 grudnia 2004 | Granåsen | HS131 | nocny     | Janne Ahonen                                                                           | Jakub Janda                                                                       | Andreas Widhölzl                                                                   |
| 14. | 5 grudnia 2004 | Granåsen | HS131 | —         | Janne Ahonen                                                                           | Martin Höllwarth                                                                  | Andreas Widhölzl                                                                   |
| 15. | 3 grudnia 2005 | Granåsen | HS131 | nocny     | odwołany                                                                               | odwołany                                                                          | odwołany                                                                           |
| 16. | 4 grudnia 2005 | Granåsen | HS131 | [ d ]     | odwołany                                                                               | odwołany                                                                          | odwołany                                                                           |
| 15. | 2 grudnia 2006 | Granåsen | HS131 | nocny     | odwołany                                                                               | odwołany                                                                          | odwołany                                                                           |
| 16. | 3 grudnia 2006 | Granåsen | HS131 | [ d ]     | odwołany                                                                               | odwołany                                                                          | odwołany                                                                           |
| 15. | 8 grudnia 2007 | Granåsen | HS131 | nocny     | Thomas Morgenstern                                                                     | Gregor Schlierenzauer                                                             | Tom Hilde                                                                          |
| 16. | 9 grudnia 2007 | Granåsen | HS131 | —         | Thomas Morgenstern                                                                     | Andreas Kofler                                                                    | Wolfgang Loitzl                                                                    |
| 17. | 6 grudnia 2008 | Granåsen | HS140 | nocny     | Gregor Schlierenzauer                                                                  | Ville Larinto                                                                     | Anders Jacobsen                                                                    |
| 18. | 7 grudnia 2008 | Granåsen | HS140 | —         | Simon Ammann                                                                           | Matti Hautamäki                                                                   | Gregor Schlierenzauer                                                              |
| 19. | 5 grudnia 2009 | Granåsen | HS140 | nocny     | odwołany                                                                               | odwołany                                                                          | odwołany                                                                           |
| 20. | 6 grudnia 2009 | Granåsen | HS140 | [ d ]     | odwołany                                                                               | odwołany                                                                          | odwołany                                                                           |
| 19. | 8 marca 2012   | Granåsen | HS140 | nocny     | Daiki Itō                                                                              | Richard Freitag                                                                   | Simon Ammann                                                                       |
| 20. | 15 marca 2013  | Granåsen | HS140 | nocny     | Kamil Stoch                                                                            | Richard Freitag                                                                   | Daiki Itō                                                                          |
| 21. | 7 marca 2014   | Granåsen | HS140 | nocny     | Anders Bardal                                                                          | Andreas Kofler                                                                    | Noriaki Kasai                                                                      |
| 22. | 12 marca 2015  | Granåsen | HS140 | nocny     | Severin Freund                                                                         | Peter Prevc                                                                       | Rune Velta                                                                         |
| 23. | 10 lutego 2016 | Granåsen | HS140 | nocny     | Peter Prevc                                                                            | Stefan Kraft                                                                      | Noriaki Kasai                                                                      |
| 24. | 16 marca 2017  | Granåsen | HS140 | RA, nocny | Stefan Kraft                                                                           | Andreas Stjernen                                                                  | Andreas Wellinger                                                                  |
| 25. | 15 marca 2018  | Granåsen | HS140 | RA, nocny | Kamil Stoch                                                                            | Stefan Kraft                                                                      | Robert Johansson                                                                   |
| 26. | 14 marca 2019  | Granåsen | HS138 | RA, nocny | Ryōyū Kobayashi                                                                        | Andreas Stjernen                                                                  | Stefan Kraft                                                                       |
| 27. | 12 marca 2020  | Granåsen | HS138 | RA, nocny | odwołany                                                                               | odwołany                                                                          | odwołany                                                                           |
| 27. | 18 marca 2021  | Granåsen | HS138 | RA, nocny | odwołany                                                                               | odwołany                                                                          | odwołany                                                                           |
| 27. | 12 marca 2024  | Granåsen | HS106 | RA, nocny | Ryōyū Kobayashi                                                                        | Peter Prevc                                                                       | Jan Hörl                                                                           |
| 28. | 13 marca 2024  | Granåsen | HS138 | RA, nocny | Stefan Kraft                                                                           | Daniel Tschofenig                                                                 | Jan Hörl                                                                           |

### Kobiety
| Lp | Data          | Skocznia | K/HS  | Uwagi     | 1. miejsce   | 2. miejsce       | 3. miejsce    |
| -- | ------------- | -------- | ----- | --------- | ------------ | ---------------- | ------------- |
| 1. | 14 marca 2019 | Granåsen | HS138 | RA, nocny | Maren Lundby | Juliane Seyfarth | Eva Pinkelnig |

## Najwięcej razy na podium w konkursach indywidualnych
Uwzględnieni zawodnicy, którzy zdobyli minimum 2 miejsca na podium (stan na 13 marca 2024)
| Miejsce | Zawodnik              | Zwycięstwa | 2. miejsca | 3. miejsca | Razem |
| ------- | --------------------- | ---------- | ---------- | ---------- | ----- |
| 1.      | Stefan Kraft          | 2          | 2          | 1          | 5     |
| 2.      | Janne Ahonen          | 2          | 1          | 1          | 4     |
| 3.      | Heinz Kuttin          | 2          | 0          | 0          | 2     |
| 3.      | Thomas Morgenstern    | 2          | 0          | 0          | 2     |
| 3.      | Kamil Stoch           | 2          | 0          | 0          | 2     |
| 3.      | Ryōyū Kobayashi       | 2          | 0          | 0          | 2     |
| 7.      | Peter Prevc           | 1          | 2          | 0          | 3     |
| 8.      | Noriaki Kasai         | 1          | 1          | 2          | 4     |
| 9.      | Martin Höllwarth      | 1          | 1          | 1          | 3     |
| 9.      | Gregor Schlierenzauer | 1          | 1          | 1          | 3     |
| 11.     | Adam Małysz           | 1          | 1          | 0          | 2     |
| 11.     | Sigurd Pettersen      | 1          | 1          | 0          | 2     |
| 11.     | Matti Hautamäki       | 1          | 1          | 0          | 2     |
| 14.     | Toni Nieminen         | 1          | 0          | 1          | 2     |
| 14.     | Masahiko Harada       | 1          | 0          | 1          | 2     |
| 14.     | Sven Hannawald        | 1          | 0          | 1          | 2     |
| 14.     | Simon Ammann          | 1          | 0          | 1          | 2     |
| 14.     | Daiki Itō             | 1          | 0          | 1          | 2     |
| 19.     | Ernst Vettori         | 0          | 2          | 0          | 2     |
| 19.     | Richard Freitag       | 0          | 2          | 0          | 2     |
| 19.     | Andreas Kofler        | 0          | 2          | 0          | 2     |
| 19.     | Andreas Stjernen      | 0          | 2          | 0          | 2     |
| 23.     | Michael Uhrmann       | 0          | 1          | 1          | 2     |
| 24.     | Andreas Widhölzl      | 0          | 0          | 2          | 2     |
| 24.     | Jan Hörl              | 0          | 0          | 2          | 2     |

## Najwięcej razy na podium według państw
Stan na 13 marca 2024
| Miejsce | Państwo    | Zwycięstwa | 2. miejsca | 3. miejsca | Razem |
| ------- | ---------- | ---------- | ---------- | ---------- | ----- |
| 1.      | Austria    | 8          | 11         | 8          | 27    |
| 2.      | Finlandia  | 5          | 4          | 3          | 12    |
| 3.      | Japonia    | 5          | 2          | 4          | 11    |
| 4.      | Norwegia   | 3          | 3          | 5          | 11    |
| 5.      | Polska     | 3          | 1          | 0          | 4     |
| 6.      | Niemcy     | 2          | 3          | 5          | 10    |
| 7.      | Słowenia   | 1          | 2          | 1          | 4     |
| 8.      | Szwajcaria | 1          | 0          | 1          | 2     |
| 9.      | Szwecja    | 0          | 1          | 0          | 1     |
| 9.      | Czechy     | 0          | 1          | 0          | 1     |
| 11.     | Włochy     | 0          | 0          | 1          | 1     |